# بادیا (کستیلیونه دل لاگو)
بادیا (به ایتالیایی: Badia) یک منطقهٔ مسکونی در ایتالیا است که در کاستیلیونه دل لاگو واقع شده‌است. بادیا ۴۴ نفر جمعیت دارد و ۳۲۴ متر بالاتر از سطح دریا واقع شده‌است.